# Агнешка Дигант
Агнешка Урсула Дигант (пол. Agnieszka Urszula Dygant; народ. 27 березня 1973, Пясечно, Польща) — польська акторка театру і кіно, відома за своїми ролями в телесеріалах «Хороші і погані», «Хвиля злочинності» і «Няня».

## Біографія
Вона вчилася в середній школі LVI імені Леона Кручковського у Варшаві.
У 1998 році закінчила Державну Вищу школу театру і кіно в Лодзі. У тому ж році вона отримала другу премію на XIX Огляд Пісні у Вроцлаві.
Перша невеличка роль була у фільмі Майкла Троянда Пт «Paint». У 2000 році вона знялася в кліпі Майсловица Фредеріка «Для тебе». Популярність їй приніс серіал «Хороші і погані», в якому з 2001 року вона стала зніматися. З 2005 року грає роль няні в комедії «Няня» і одну з головних ролей у телесеріалі «Хвиля злочинності».
Нагороди.
У 2006 і 2008 була нагороджена Telekamery в категорії «Актриса». У 2007 році стала тільки другою, польська зірка сприяла бренду продукції, l'oréal Гарньє.

## Фільмографія
1. 1980—2000 — Будинок (серіал) / Dom
2. 1997 — Фарба / Farba — Ola
3. 1999 — Тиждень із життя чоловіка / Tydzień z życia mężczyzny
4. 1999—... — В добрі і в злі (серіал) / Na dobre i na zle — Maria Jolanta 'Mariola' Muslinek
5. 2000 — Я дивлюся на тебе, Марися (ТБ) / Patrze na ciebie, Marysiu — Inspektor
6. 2000 — Enduro Bojz — Recepcionist
7. 2000 — Егоїсти / Egoisci — Ілонка
8. 2002 — Як це робиться з дівчатами / Jak to sie robi z dziewczynami — Зора
9. 2002 — Відьмак (міні-серіал) / Wiedzmin — Toruviel
10. 2003 — Зломлений / Zerwany — Kuratorka
11. 2003—2008 — Хвиля злочинності (серіал) / Fala zbrodni — Daria Westman, (Czarna)
12. 2005—2009 — Няня (серіал) / Niania — Franciszka Maj
13. 2006 — Ти тільки люби / Tylko mnie kochaj ... Агата
14. 2006 — Sztuka masazu — Renia
15. 2008 — Серце на долоні / Serce na dloni — sychiatrist
16. 2011 — Листи до М. / Listy do M. — Каріна
17. 2012—... — Правосуддя Агати (серіал) / Prawo Agaty — Агата Пшибаш